# Eisfabrik (Straßburg)
Die ehemalige Eisfabrik in der rue des moulins 5 in Straßburg ist ein denkmalgeschütztes Gebäude aus dem 17. Jahrhundert.

## Geschichte
Das Bauwerk an den Ill-Kanälen des Straßburger Viertels La Petite France wurde ursprünglich als Mühle und dann auch als Stangeneisfabrik genutzt. Nach der Gründung der Gesellschaft für Linde’s Eismaschinen 1879 wurden Musteranlagen zur Bereitung von 1000 Zentnern Stangeneis pro Tag zunächst in Elberfeld-Barmen, Stuttgart, München und Straßburg eingerichtet.

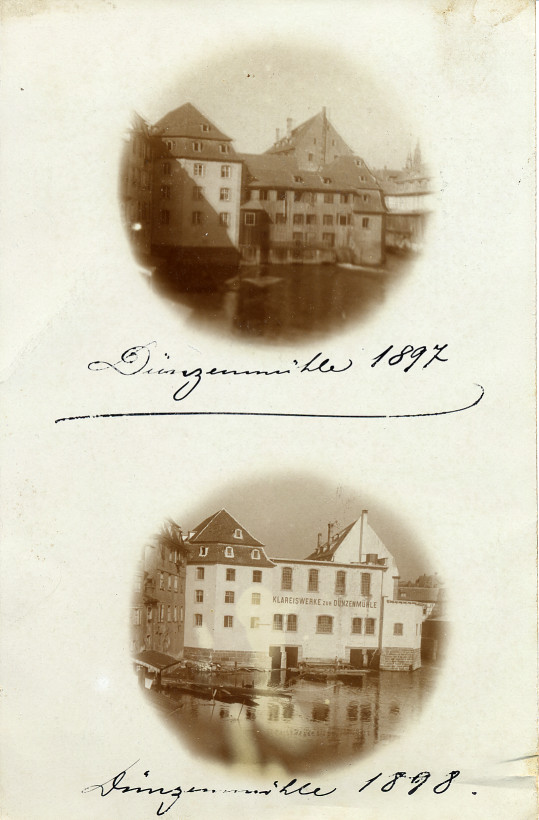
Die Umwandlung der Dünzenmühle zur Eisfabrik

Die Eisfabrik nutzte die Wasserkraft der Ill und produzierte wohl ab 1897 oder 1898. Die Bauwerke auf dem Anwesen sind allerdings zum Teil deutlich älter. Die Eisfabrik wurde 1903 und 1912 vergrößert und 1930 modernisiert. Eine der erhaltenen Turbinen stammt aus dem Jahr 1897. Die technischen Einrichtungen der Eisfabrik stammten von der Société Quiri in Schiltigheim.

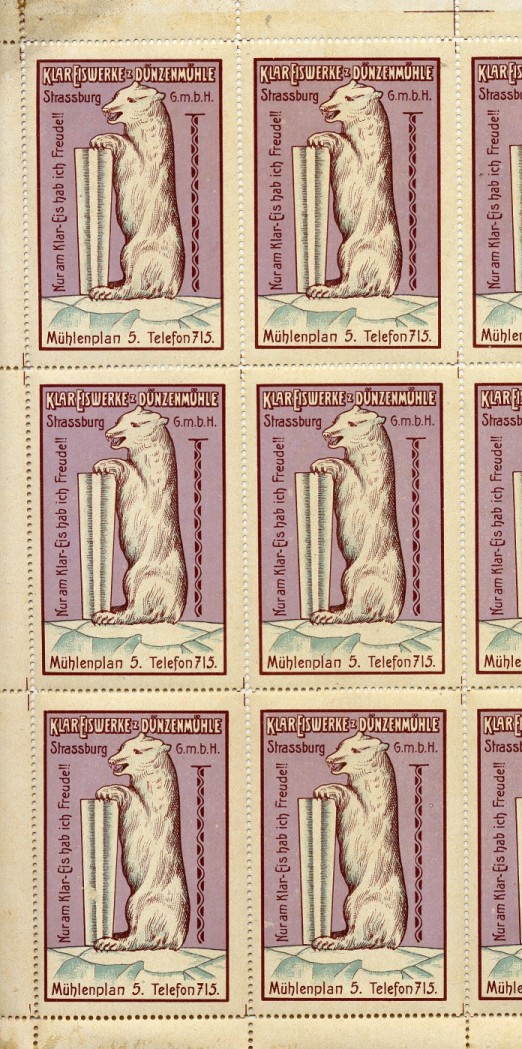
Werbung aus der Zeit um 1900

Die Eisfabrik in der rue des moulins war unter dem Begriff „Klareiswerke zur Dünzenmühle“ bekannt. Kunden waren Kaufleute, Brauer und Privatpersonen. Bis 1989 oder 1990 wurde die Eisfabrik als solche genutzt. Danach wurde das Gebäude zu einem Hotel umgebaut, wobei ein Teil der technischen Anlagen der alten Fabrik erhalten blieb.

## Bekannte Hotelgäste
Zu den bekannten Hotelgästen des Hotels Regent Petite France gehören Mary Higgins Clark, Jean Reno, Catherine Deneuve und Jacques Chirac.